# Chen Cheng-Po
Chen Cheng-Po (1895-1947) fue un pintor taiwanés, nacido en Taiwán que utilizó técnicas occidentales para su obra artística.

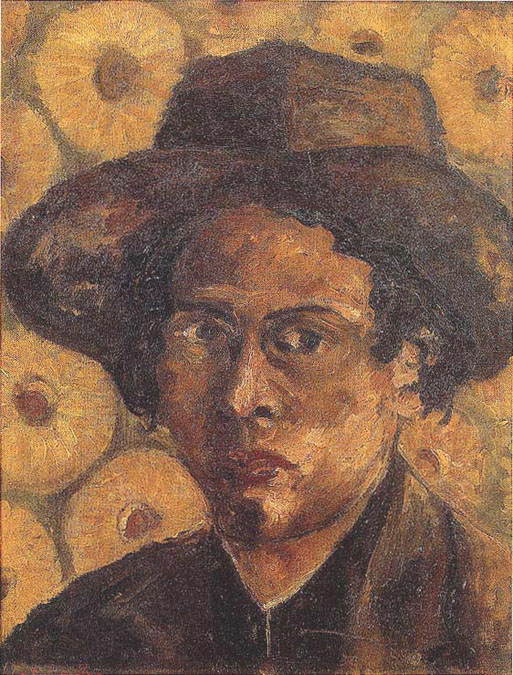
Autorretrato de Chen Cheng-Po. 1927.

Nació en Chiayi, Taiwán, durante el período de colonización japonesa de Taiwán, fue criado por su abuela y en su juventud llevaba un diario donde expresó sus grandes ambiciones de artista, estudió en la Academia de Arte de Tokio las técnicas de la pintura occidental. 
Participó en la séptima exposición imperial de arte en Japón, en 1926, siendo el primer artista taiwanés seleccionado para ese evento. A partir de 1929 se dedicó a enseñar arte en Shanghái, China. 
Recibió grandes honores en la Exposición Nacional de Arte de China de 1931, y participó en la Feria Mundial de Chicago. En 1933 se estableció en Taiwán y en 1934, fundó la "Asociación de arte Tai-Yang". 
Fue concejal de la ciudad de la ciudad de Chiayi y en 1947 murió tratando de negociar con las tropas del Kuomintang durante el incidente del 28 de febrero.
Cheng-Po utilizó el autorretrato como medio de expresión de evolución de la situación vivida en China durante la ocupación japonesa. Otros motivos importantes en su obra son los paisajes de su ciudad natal.

## Asesinato
Durante los sucesos del 28 de febrero de 1947, Chen fue elegido, junto con otros 5 ciudadanos, representante de la ciudad de Chiayi para negociar con las tropas del Kuomintang. Sin embargo, los militares detuvieron a cuatro de ellos, entre ellos a Chen, y les obligaron a caminar atados desde el puesto de policía hasta la estación de tren, donde fueron fusilados en público. 
Como el Kuomintang prohibió a las familias recoger los cuerpos, sus cadáveres estuvieron durante días descomponiéndose en el suelo.